# Erich Temp
Erich Temp (ur. 28 maja 1904 w Złotowie, zm. w styczniu 1945 w Łodzi) – niemiecki nauczyciel, narodowo-socjalistyczny funkcjonariusz partyjny, działacz państwowy i samorządowy.

## Życiorys
Ukończył Seminarium Nauczycielskie w Gdańsku-Wrzeszczu (1924). Był zatrudniony w charakterze nauczyciela szkół powszechnych w Koszwałach i Miłocinie (1924-1933), jednocześnie pełniąc funkcję zastępcy szefa NSDAP na powiat Gdańskie Niziny. W 1933 został mianowany komisarzem rządowym na Sopot pełniącym obowiązki nadburmistrza, a następnie nadburmistrzem Sopotu (1936–1941). Równocześnie był szefem NSDAP w Sopocie (1933–1939), później szefem NSDAP okręgu Sopot-Gdynia (1939–1941). Nadzorował przygotowywanie i realizację list proskrypcyjnych i akcję nocy kryształowej w Sopocie (1938). Witał Adolfa Hitlera, przed Hotelem Kasino, podczas jego wizyty w mieście (19 września 1939). Temp miał plany wybudowania w Kolibkach, przy granicy Gdyni i Sopotu, kompleksu rekreacyjnego „Hotel des Führers” (Hotel Führera), oraz w Sopocie przy ul. Moniuszki okręgowej siedziby NSDAP, które to projekty nie zostały zrealizowane. Został dostrzeżony przez władze awansując na funkcję komisarycznego nadburmistrza Bydgoszczy (1941–1942). Powołany do Waffen-SS w 1942 w stopniu SS-Obersturmführera. Zginął w trakcie działań wojennych w Łodzi (1945).